# Dorfkirche Altkirchen

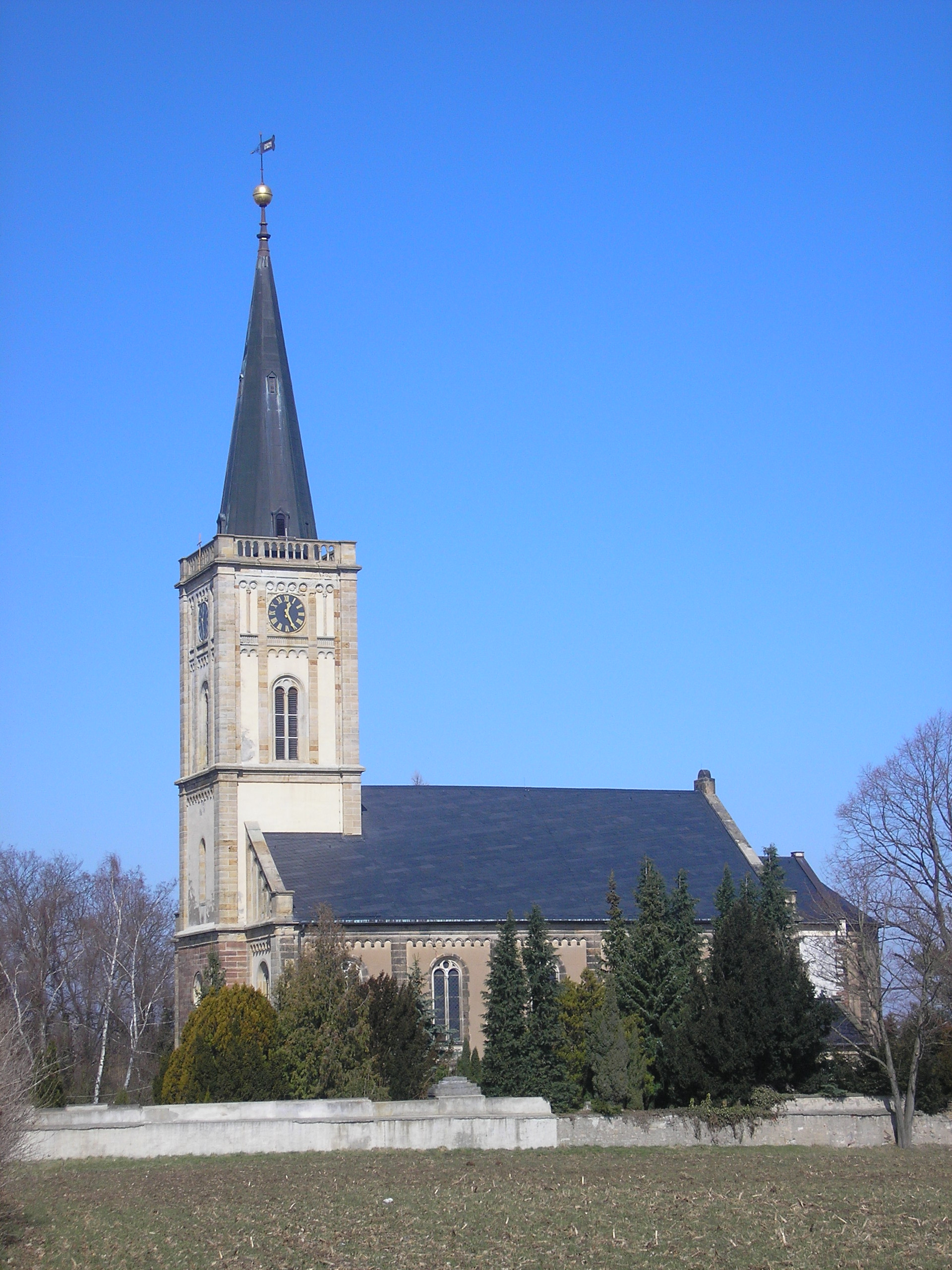
Die Dorfkirche

Die evangelisch-lutherische Dorfkirche Altkirchen steht in Altkirchen im Landkreis Altenburger Land in Thüringen.

## Geschichte
Im 12. Jahrhundert stand auf dem Gelände der jetzigen Dorfkirche eine Kapelle. Sie erhielt seit 1521 viele Erweiterungen. Durch einen Blitzschlag brannte 1869 die Vorgängerkirche ab. 1870 bis 1871 wurde diese neue Dorfkirche im neoromanischen Stil erbaut. Byzantinisches Baumaterial und roter Sandstein aus der Gegend von Weida wurden verwendet.
In der Kirche steht die größte Dorforgel des Altenburger Landes. Die 1871 von Christoph Opitz aus Dobra gebaute Orgel wurde 2010 bis 2012 instand gesetzt. Die seit dem Ersten Weltkrieg fehlenden Zinnpfeifen wurden dabei rekonstruiert.